# Polythora
Polythora là một chi bướm đêm thuộc phân họ Tortricinae của họ Tortricidae.

## Các loài
- Polythora viridescens (Meyrick, 1912)